# لسوتو در المپیک تابستانی ۲۰۱۶
کاروان المپیکی لسوتو یکی از کاروان‌های شرکت‌کننده در بازی‌های المپیک تابستانی ۲۰۱۶ بود. این دوره از ۵ تا ۲۱ اوت ۲۰۱۶ میلادی در شهر ریو دو ژانیرو ، کشور برزیل برگزار شد.

## شرکت‌کنندگان
فهرست زیر به کاروان لسوتو اشاره دارد.
| ورزش        | مردان | زنان | مجموع |
| ----------- | ----- | ---- | ----- |
| دو و میدانی | ۴     | ۱    | ۵     |
| بوکس        | ۲     | ۰    | ۲     |
| دوچرخه‌سواری | ۱     | ۰    | ۱     |
| مجموع       | ۷     | ۱    | ۸     |